# Georges Wildenstein

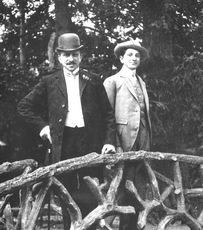
Nathan und Georges Wildenstein, 1908

Georges Wildenstein (* 16. März 1892 in Paris; † 10. Juni 1963 ebenda) war ein französischer Kunsthändler, Kunsthistoriker, Kunstkritiker und Herausgeber von Kunstzeitschriften. Er leitete nach dem Tod seines Vaters Nathan Wildenstein 1934 die Galerien Wildenstein & Company in Paris, London und New York.

## Leben

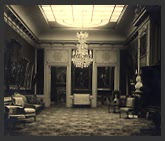
Galerie Wildenstein, Paris um 1900

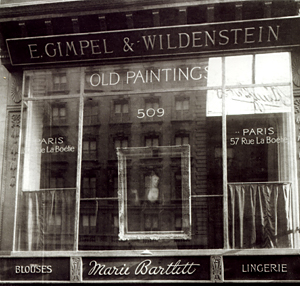
Galerie Gimpel & Wildenstein in New York, 1907

Georges Wildenstein war der Sohn von Nathan Wildenstein (1851–1934). Dieser war Sohn eines Rabbiners, der seinen Geburtsort Fegersheim im Elsass infolge des Deutsch-Französischen Krieges 1870 verlassen hatte und sich nach einem Aufenthalt in Carcassonne, wo er heiratete, in Paris niederließ. Nathan Wildenstein begann mit Antiquitäten zu handeln und spezialisierte seine 1875 gegründete Galerie auf Gemälde des 18. Jahrhunderts. Bereits im Jahr 1903 eröffnete er eine zweite Galerie unter dem Namen Gimpel & Wildenstein in New York in der Fifth Avenue.

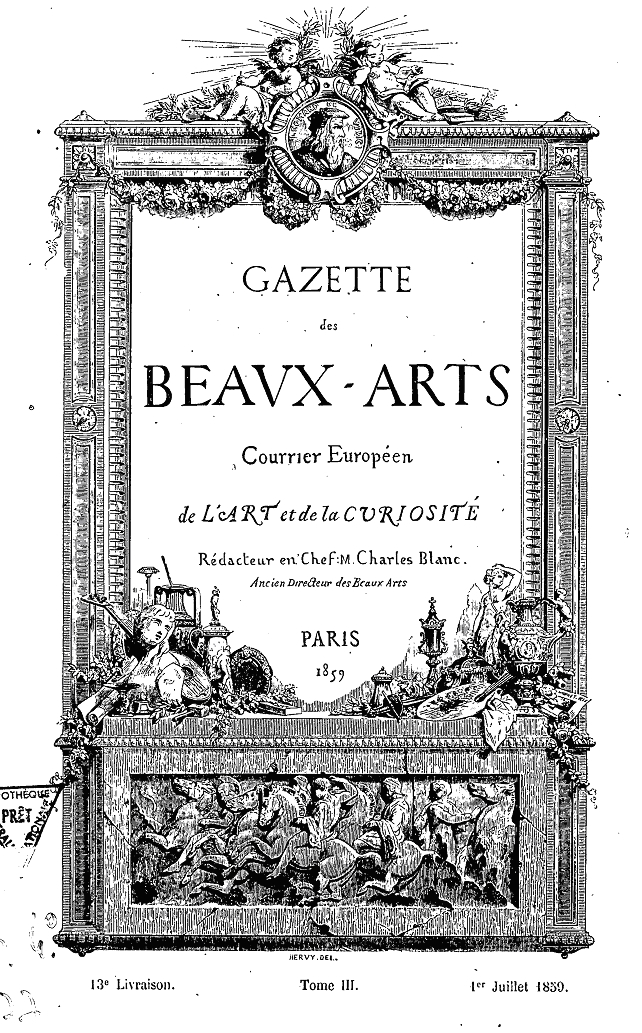
Gazette des Beaux-Arts vom 1. Juli 1859

Georges Wildenstein arbeitete ab 1910 in der Galerie seines Vaters in der Rue La Boétie 57 mit. In der Ehe mit Jane wurde 1917 der Sohn Daniel geboren. Er vertrat Pablo Picasso ab 1918 weltweit gemeinsam mit dem Kunsthändler Paul Rosenberg. Sie kauften jedes Jahr eine nennenswerte Anzahl seiner Bilder. Die Verbindung Picassos zu Wildenstein dauerte bis zum Jahr 1932, die zu Rosenberg bis 1939. Eine weitere internationale Expansion erfolgte 1925 mit der Gründung einer Galerie in London und 1929 in Buenos Aires. Im Jahr 1934 übernahm er nach dem Tod Nathan Wildensteins die Leitung der Galerien; die New Yorker Galerie wurde in diesem Jahr in die East 64th Street verlegt.
Wildenstein war ab 1929 Herausgeber des Kunstmagazins Gazette des Beaux-Arts, 1859 begründet von Édouard Houssaye und Charles Blanc, sowie Gründer von Arts im Jahr 1924. Als Kenner der französischen Malerei veröffentlichte er mehrere Schriften über die französische Kunst und gab Gesamtkataloge über Künstler, wie zum Beispiel Jean Siméon Chardin, Jean-Honoré Fragonard, Paul Gauguin, Jean-Auguste-Dominique Ingres, Nicolas Lancret, Édouard Manet, Berthe Morisot und  Maurice Quentin de La Tour, heraus. Obgleich seine Interessen hauptsächlich Werken des Impressionismus und Post-Impressionismus sowie Werken von Pablo Picasso galten, unterstützte er die surrealistische Bewegung und finanzierte deren von 1929 bis 1931 herausgegebene Zeitschrift Documents. Anfang 1938 stellte er den Surrealisten seine Galerie Beaux-Arts in der Rue du Faubourg Saint-Honoré 140 als Ausstellungsort für die Exposition Internationale du Surréalisme in Paris zur Verfügung.
Im Jahr 1941 musste Wildenstein wegen seiner jüdischen Abstammung aus dem von den Nationalsozialisten besetzten Frankreich in die USA emigrieren. Im Mai des Jahres übernahm sein Angestellter Roger Dequoy als Folge der „Arisierung“ die Pariser Galerie und ließ sie unter Dequoy & Co. firmieren, er stand jedoch weiterhin in Kontakt mit Wildenstein. In New York setzte Wildenstein die Veröffentlichung der Gazette des Beaux-Arts fort. Der Erfolg der Galerie wuchs in den Nachkriegsjahren, und sie wurde zu einer Institution im Kunsthandel. 1945 setzte Wildenstein seinen Freund, den Kunsthistoriker Bernard Berenson, als Experten für italienische Gemälde der Renaissance ein.
Die Wildensteins nahmen nach dem Zweiten Weltkrieg ihre Arbeit in Paris wieder auf, beendeten sie jedoch nach einem Streit mit André Malraux, dem damaligen französischen Kulturminister, in den frühen 1960er-Jahren. Er hatte Georges Wildenstein öffentlich beschuldigt, einen Beamten des Kulturministeriums bestochen zu haben, um den Verkauf von Georges de la Tours Gemälde Die Wahrsagerin ins Ausland zu ermöglichen. Der Fall ging nicht vor Gericht – die Familie gab keinen Grund für die Schließung des französischen Betriebes an.
Georges Wildenstein wurde im Jahr seines Todes 1963 zum Mitglied der Académie des Beaux-Arts gewählt.

## Wildenstein & Company und das Wildenstein Institute

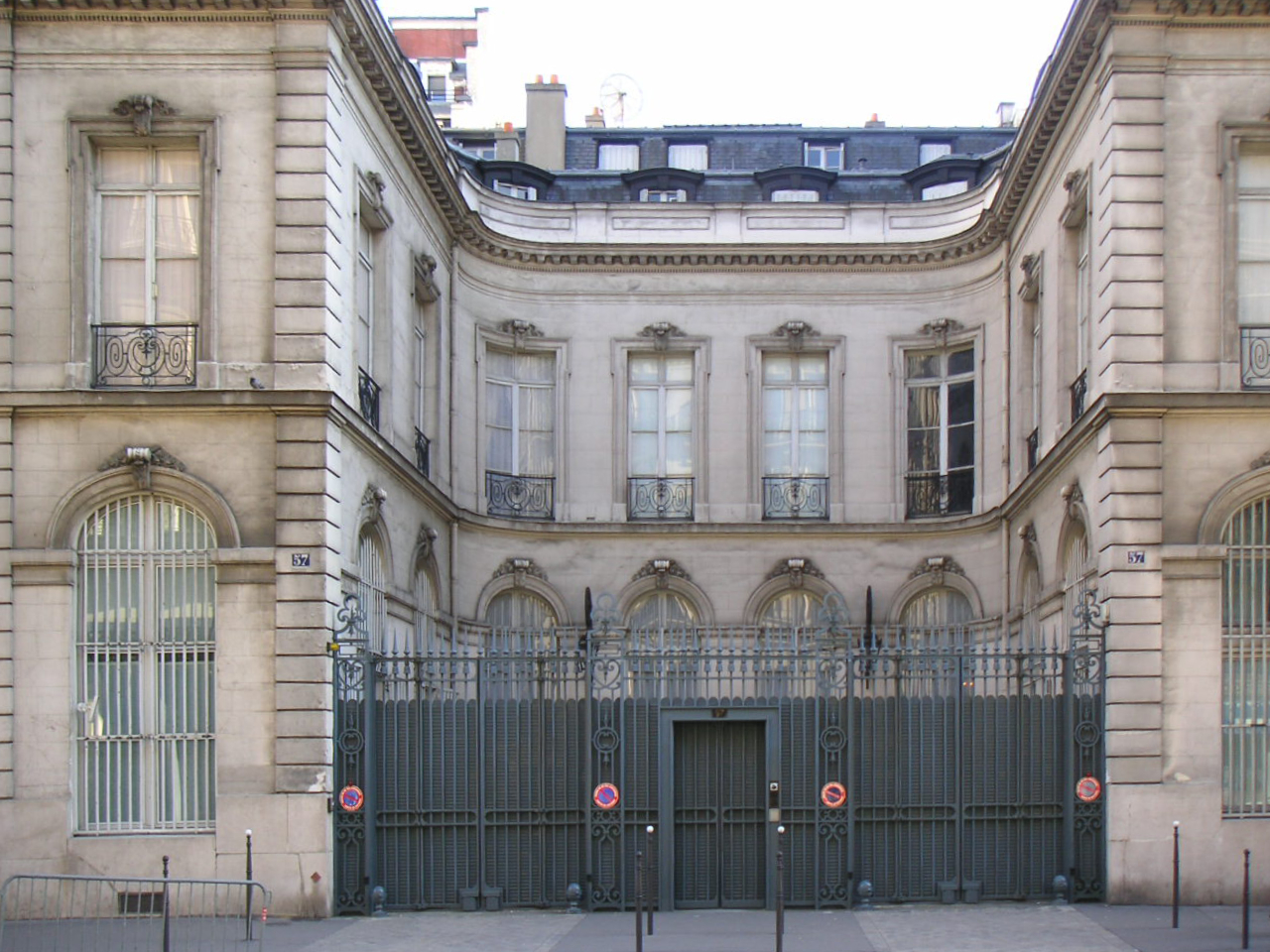
Hôtel de Wailly

Georges Wildensteins Sohn Daniel (1917–2001) wurde Nachfolger in der Leitung der Galerie und als Herausgeber der Gazette des Beaux-Arts. Er gründete 1972 eine zusätzliche Galerie in Tokio. Diese und die New Yorker Galerie Wildenstein & Company werden seit dem Tod Daniel Wildensteins 2001 und dem Tod des älteren Sohnes Alec (1940–2008) von seinem Sohn Guy (* 1945) allein geleitet. Ein Zusammenschluss mit der Pace Gallery unter dem Namen PaceWildenstein in New York im Jahr 1993 wurde mit Wirkung vom 1. April 2010 aufgehoben.
1970 wurde die Wildenstein Foundation im Gedenken an Georges Wildenstein ins Leben gerufen, die 1990 in das Wildenstein Institute (seit 2016 Wildenstein Plattner Institute) überging. Dieses hat seinen Sitz im Hôtel de Wailly in der Rue La Boétie 57 in Paris (seit 2016 Hauptsitz des WPI in New York, 30 East 20th Street), das seit 1905 Privathaus und zugleich Galerie des Gründers Nathan Wildenstein war. Neben den Privaträumen der Familie Wildenstein ist das Institut untergebracht; seine Bibliothek mit etwa 400.000 Bänden und Archivmaterial besitzt eine größere Dokumentation über die französische Kunst als die Bibliothèque Nationale. Die Erweiterung der Bibliothek und die Erstellung von Werkkatalogen gehören zu den Hauptaktivitäten des Instituts. Die Veröffentlichung der Zeitschrift Gazette des Beaux-Arts wurde im Jahr 2002 aufgegeben.

Auswahl von Gemälden, vermittelt durch Wildenstein & Co.
Alessandro Botticelli, Porträt des Giuliano de’ Medici, 1478–80, National Gallery of Art
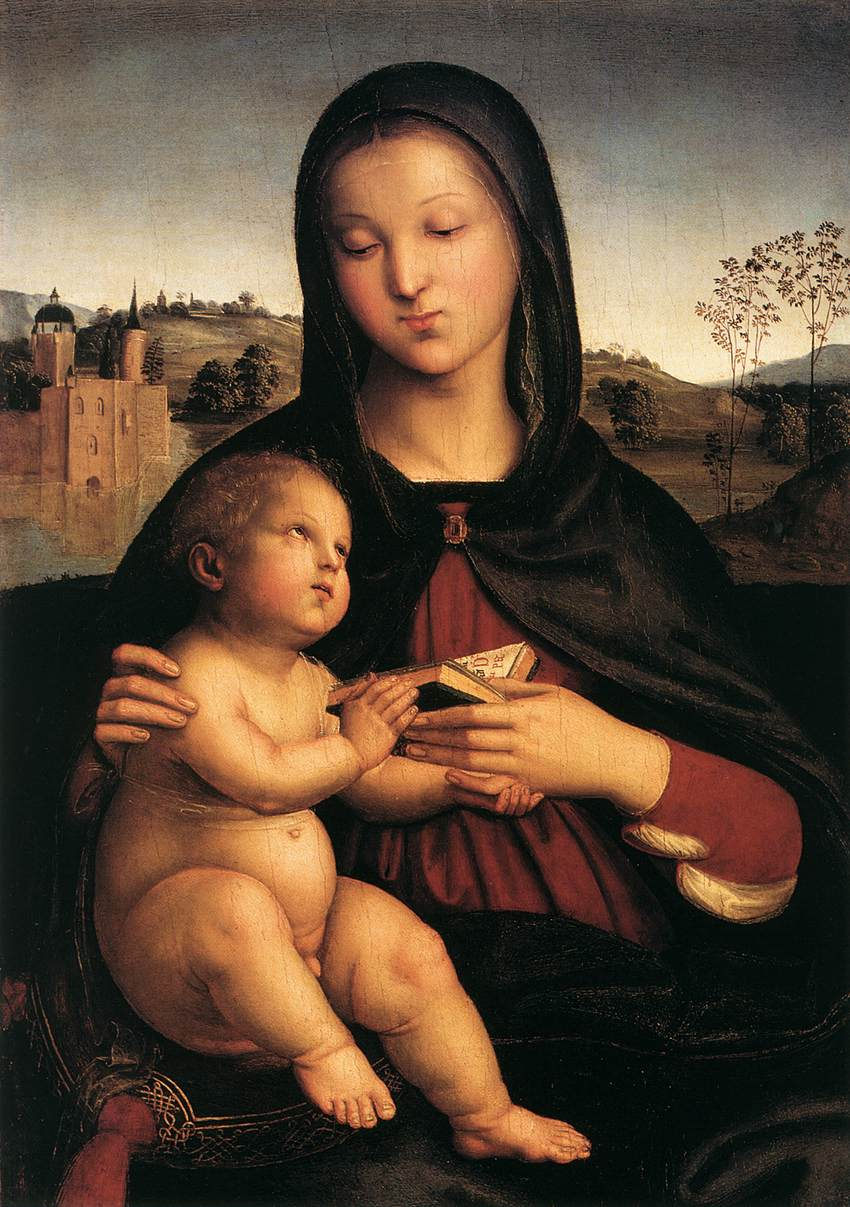
Raffael: Die Madonna mit dem Kind, um 1503, Norton Simon Museum
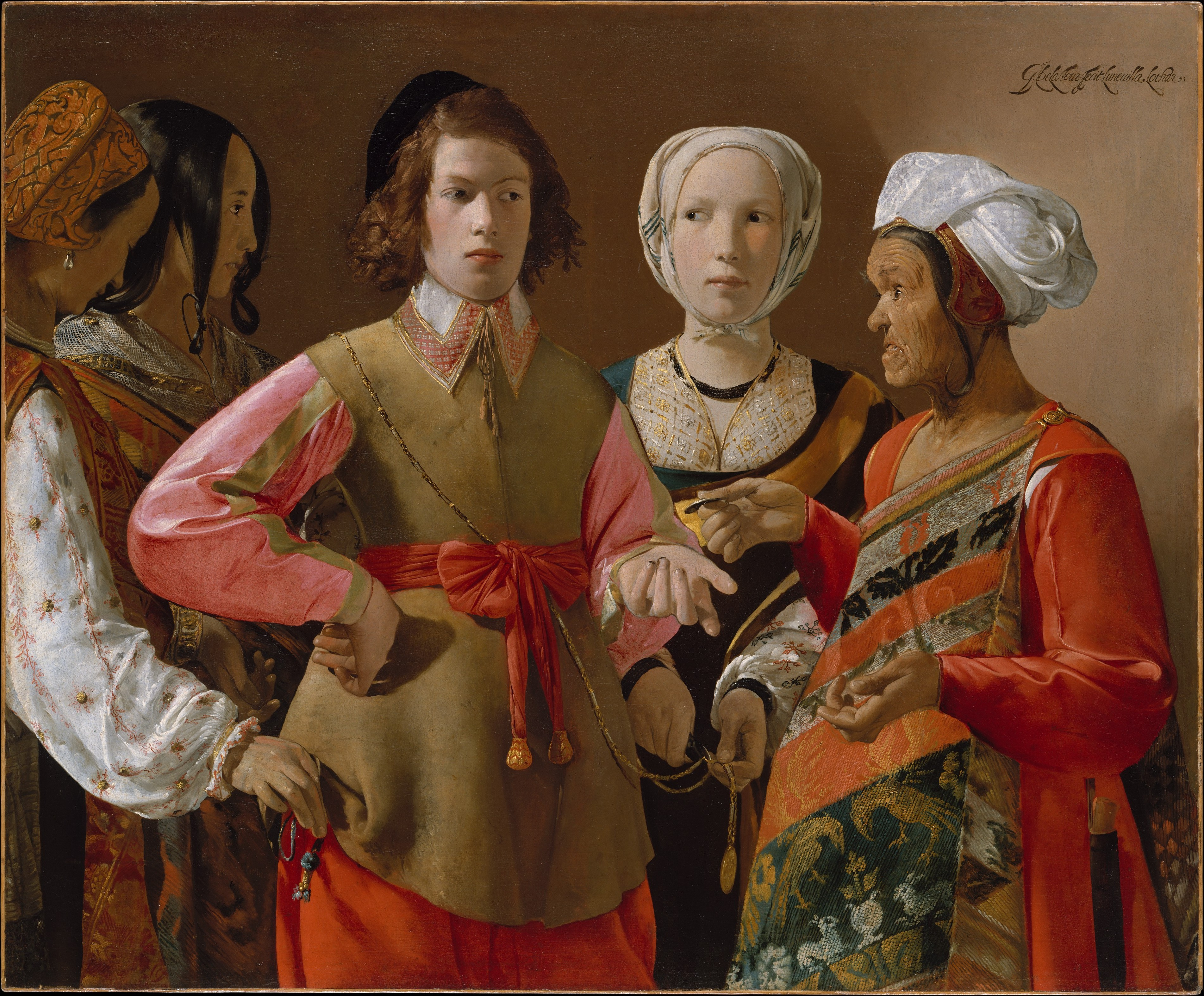
Georges de la Tour: Die Wahrsagerin, 1633–1639, Metropolitan Museum of Art
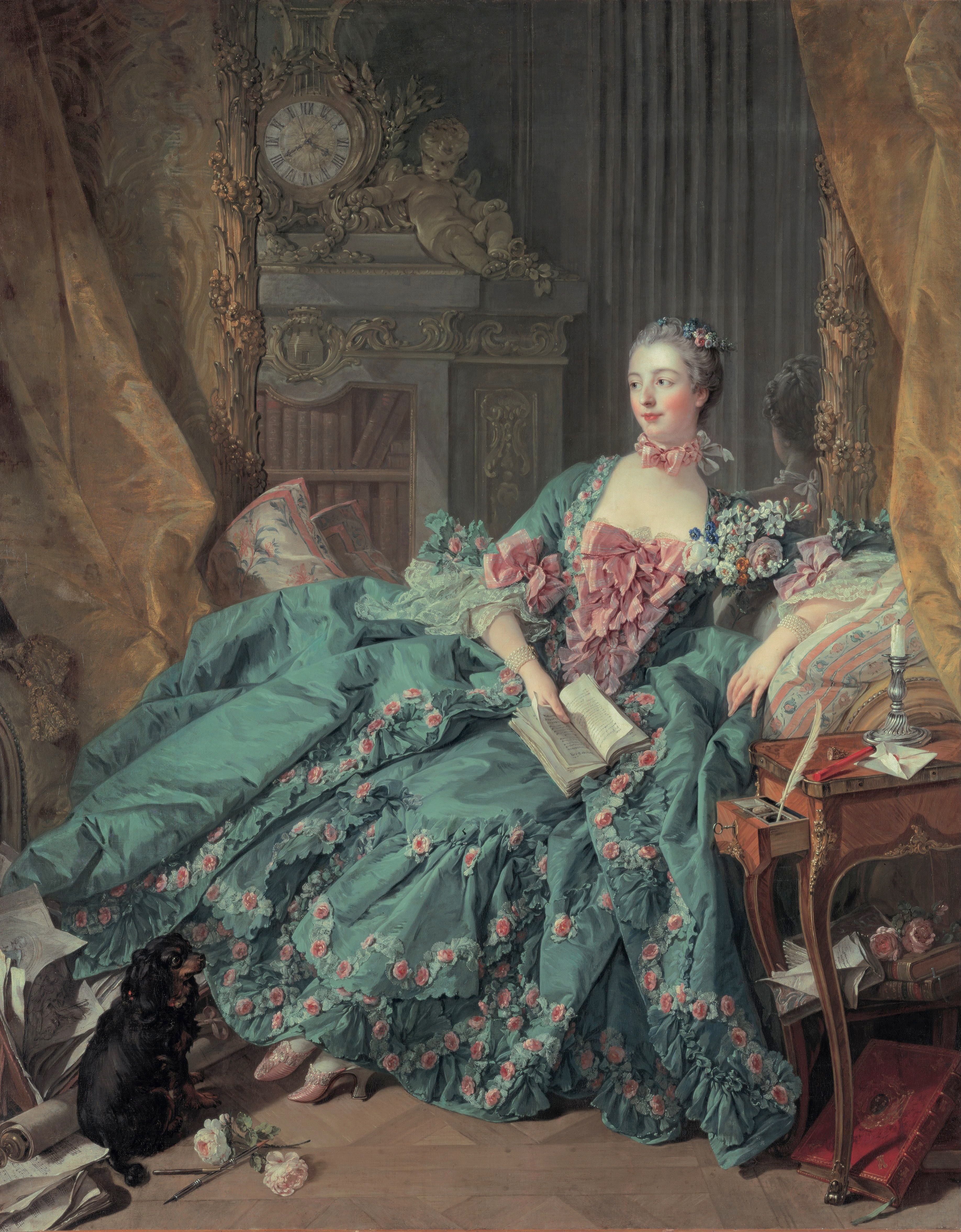
François Boucher: Porträt der Madame Pompadour, 1756, Alte Pinakothek.
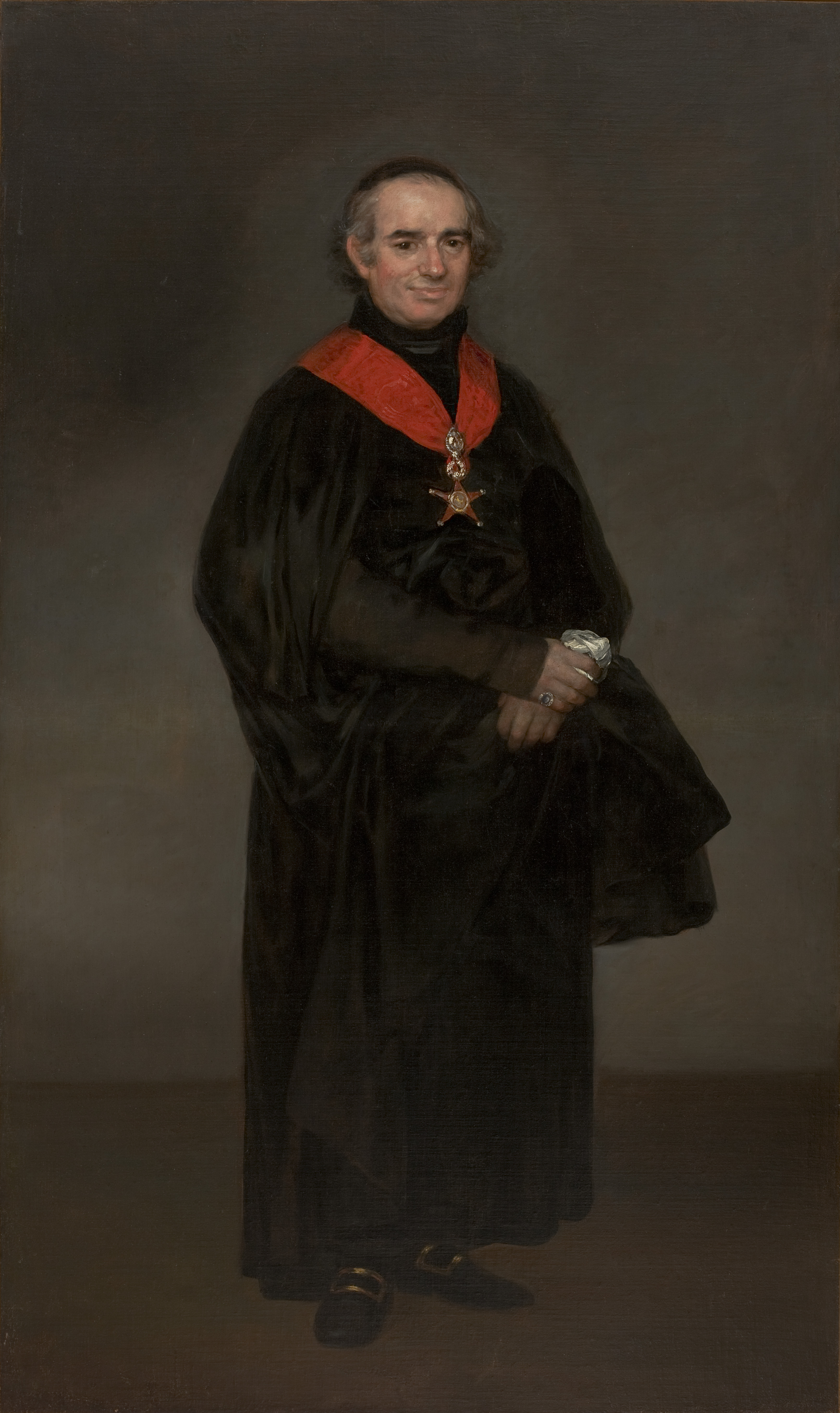
Francisco de Goya: Porträt Don Juan Antonio Llorente, 1809–1813, Museu de Arte de São Paulo
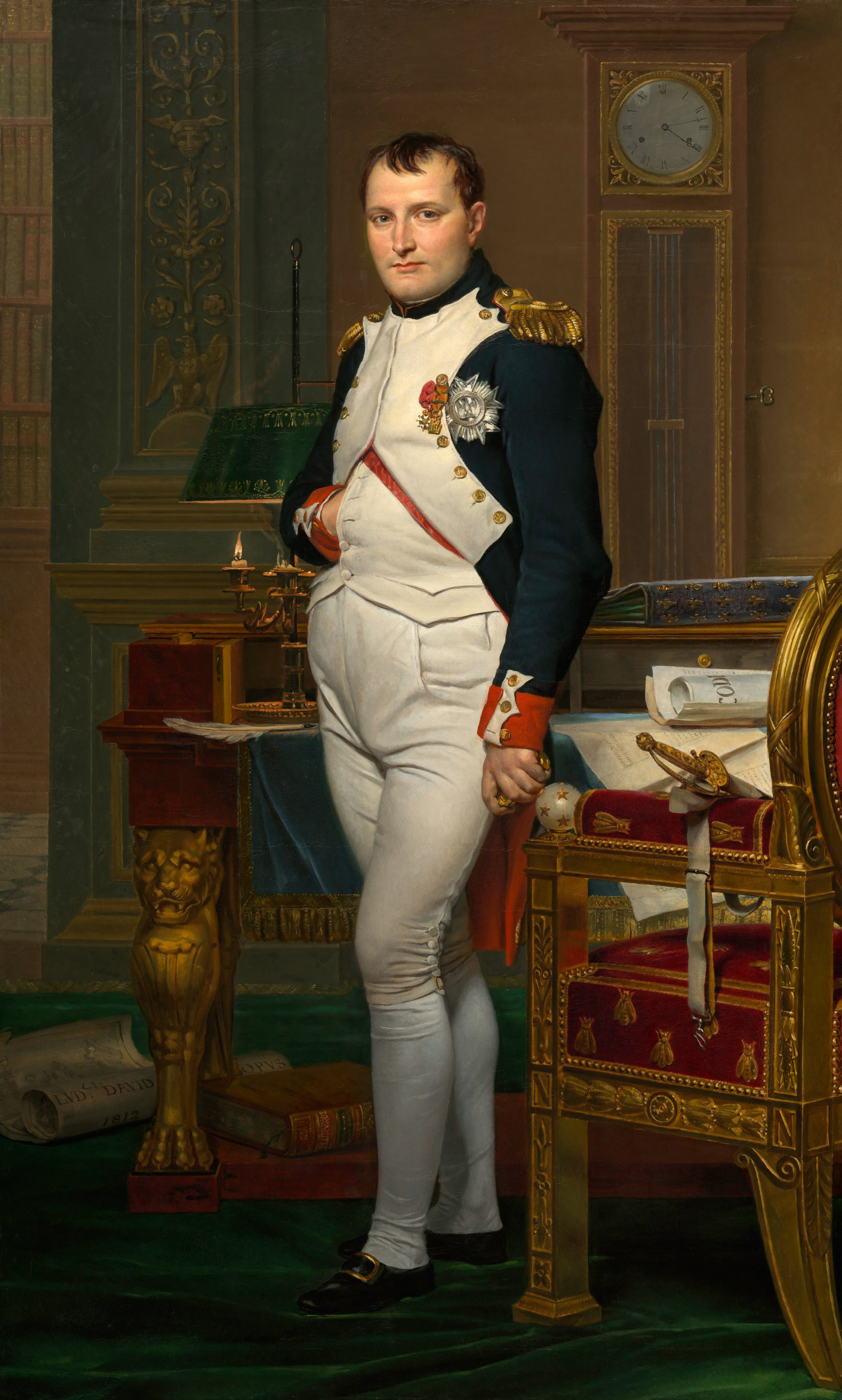
Jacques-Louis David: Porträt Napoleon Bonaparte, 1812, National Gallery of Art
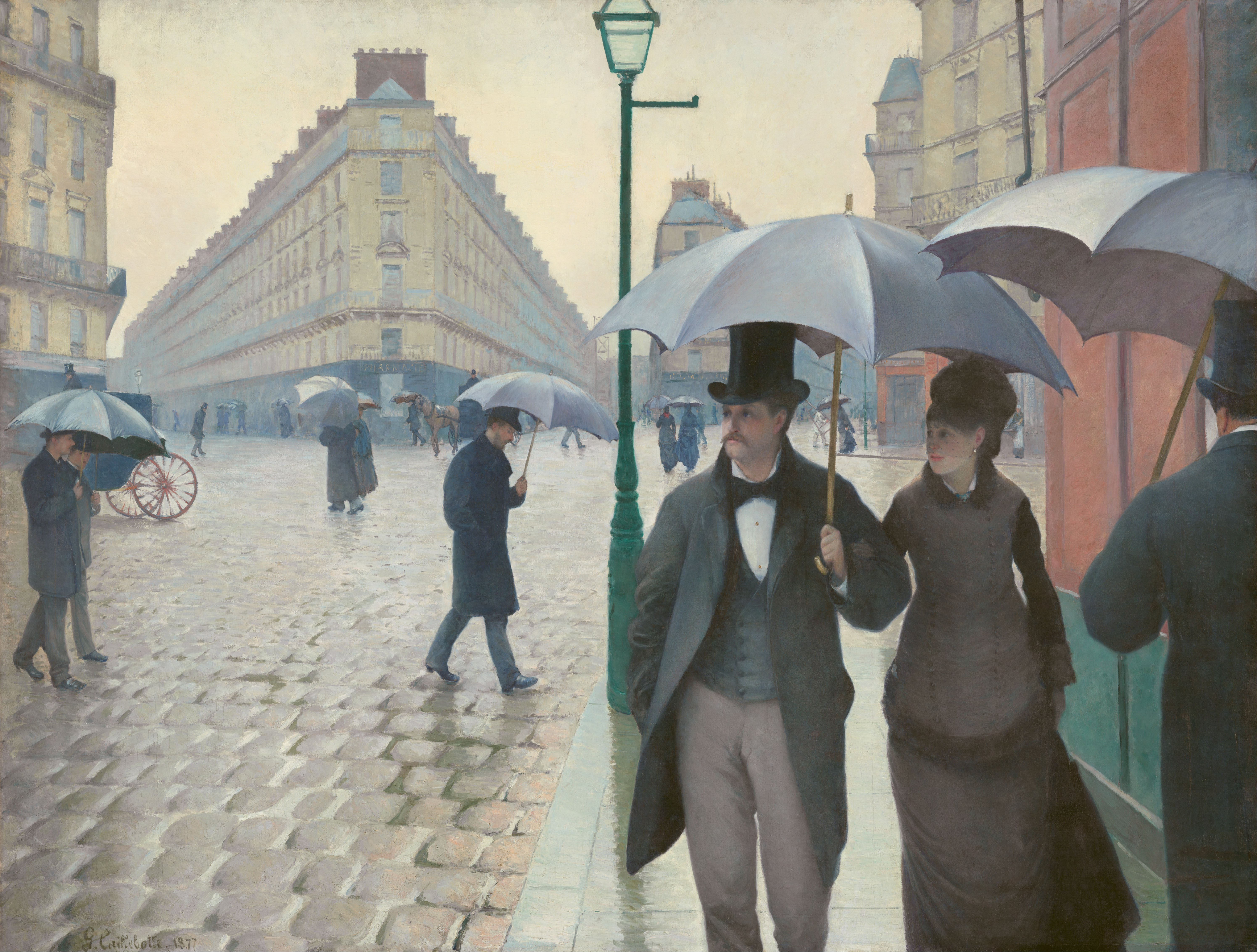
Gustave Caillebotte: Straße in Paris an einem regnerischen Tag, 1877, Art Institute of Chicago
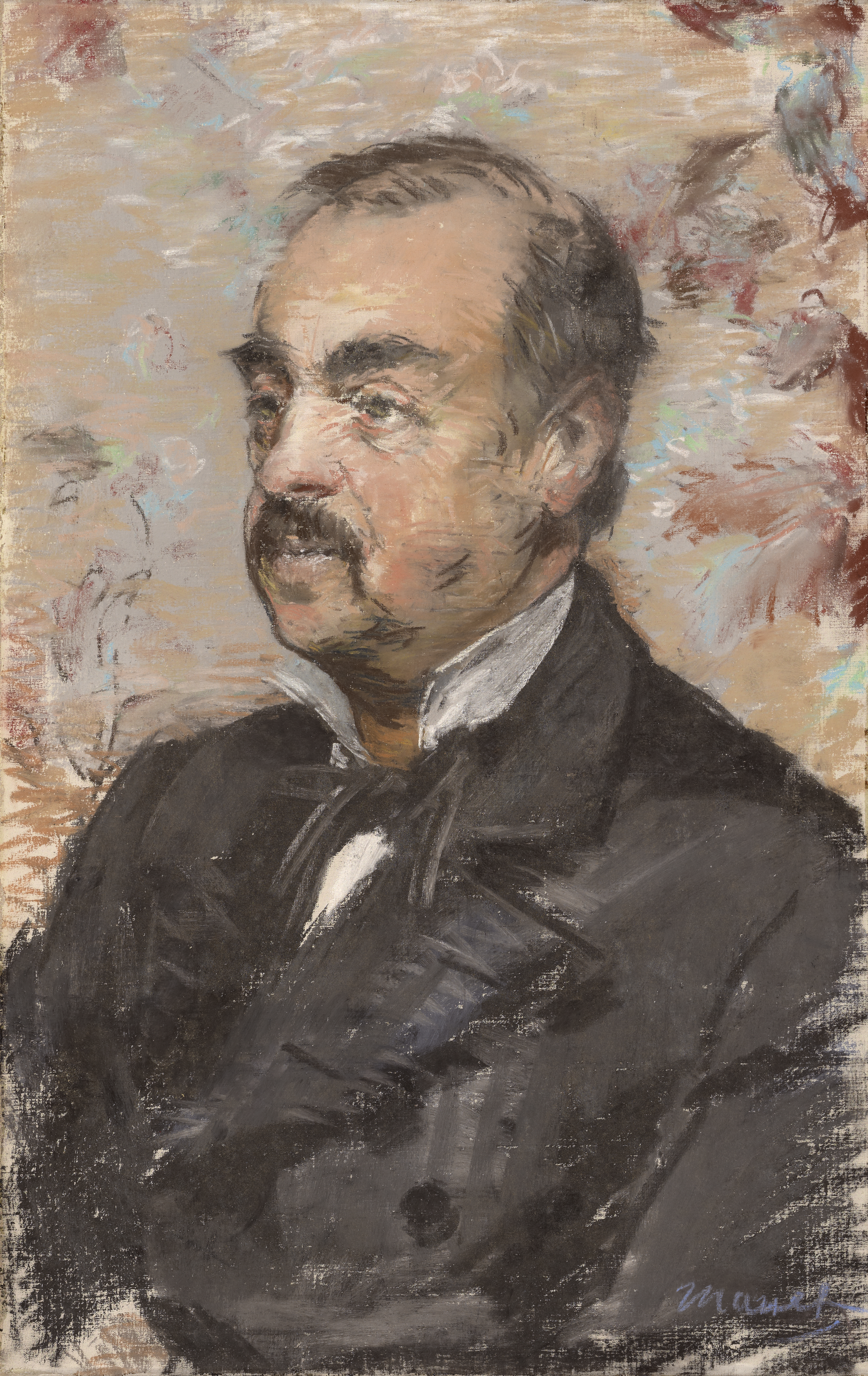
Édouard Manet: Porträt des Julien de La Rochenoire, 1882, J. Paul Getty Museum, Los Angeles
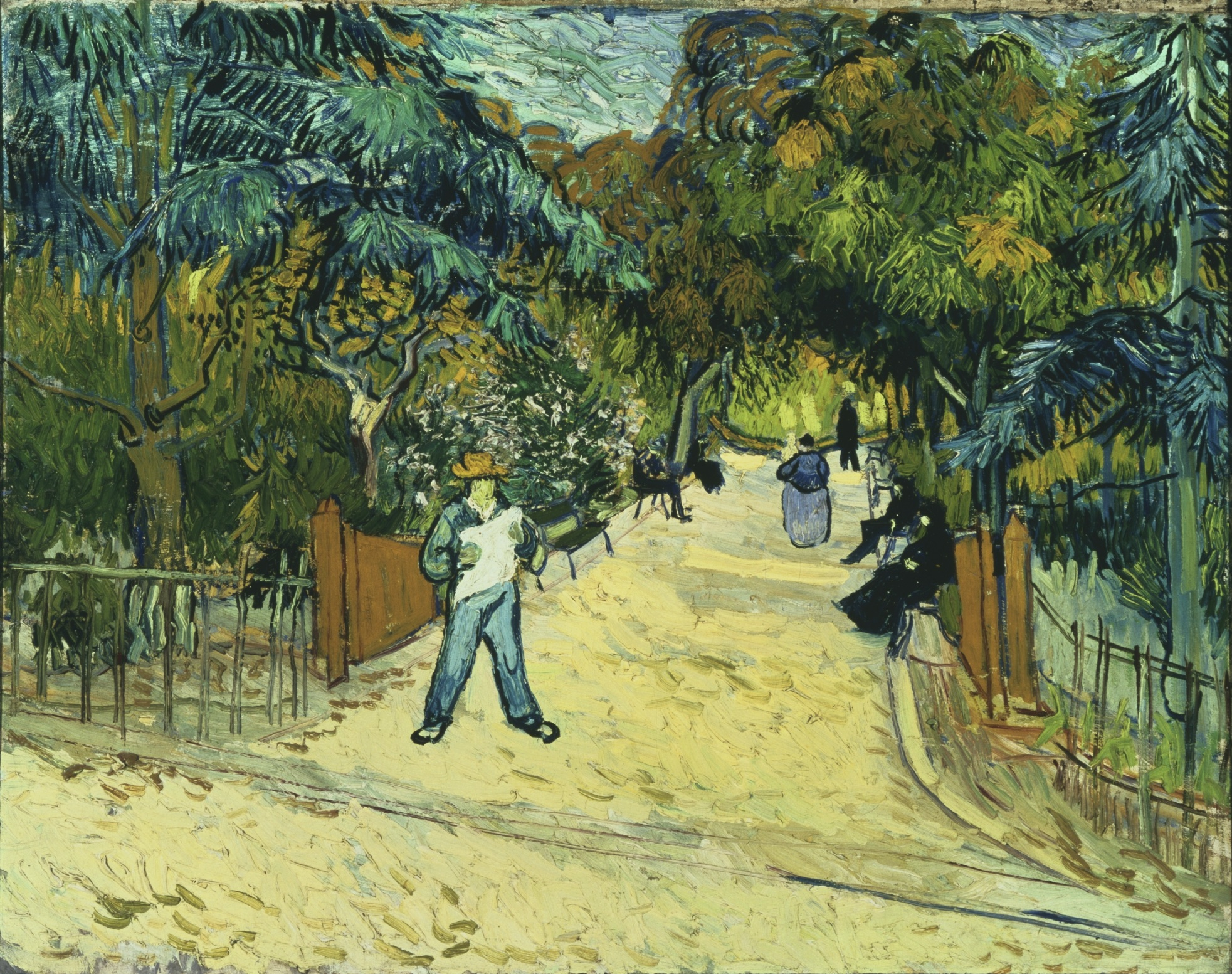
Van Gogh: Eingang zum öffentlichen Park in Arles, 1888, Phillips Collection, Washington D.C.
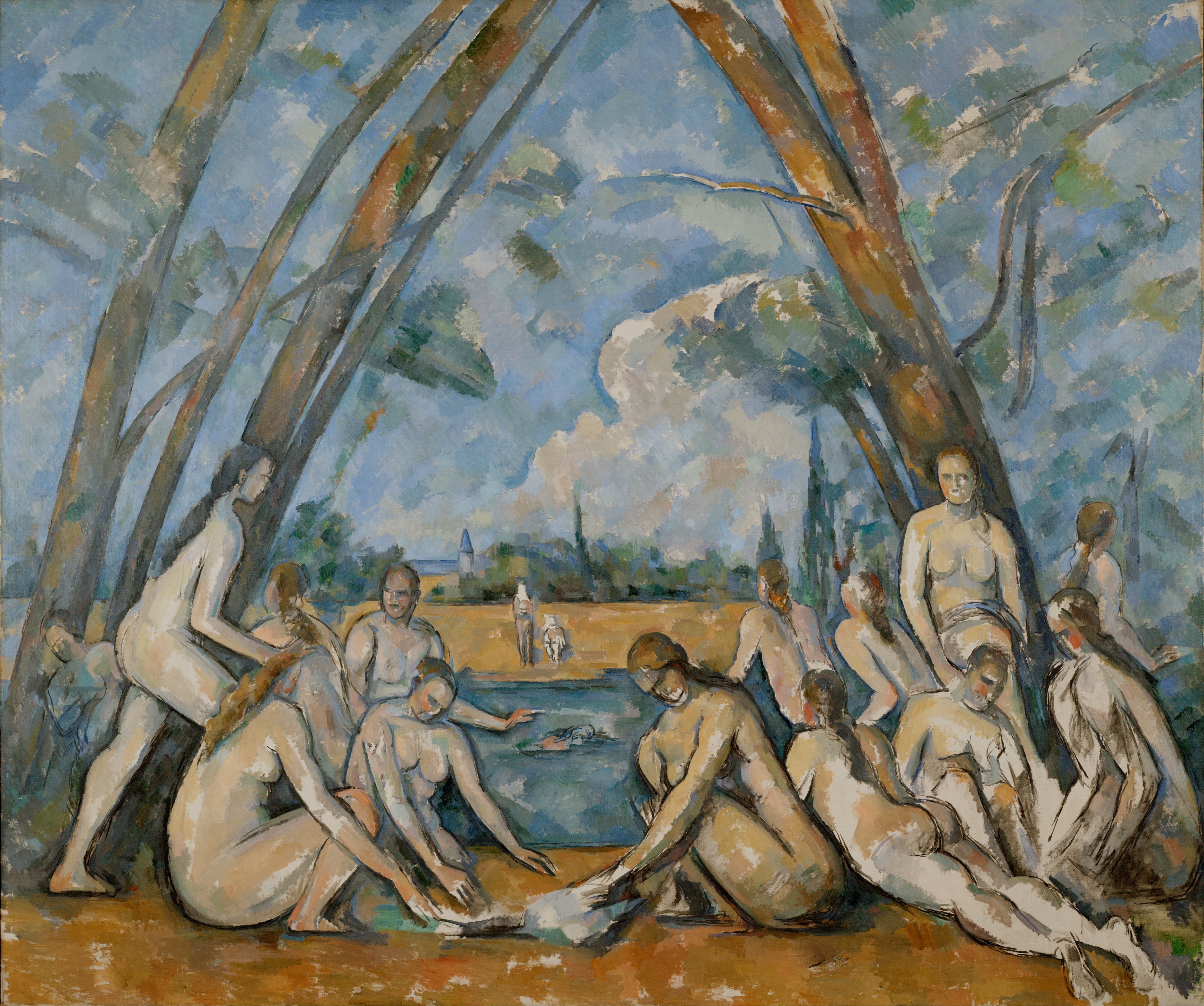
Paul Cézanne: Die großen Badenden, um 1906, Philadelphia Museum of Art

## Raubkunst
Die Familie Wildenstein wurde beschuldigt, über Mittelsmänner Geschäfte mit den Nationalsozialisten getätigt und Kunstwerke von zweifelhafter Herkunft erworben zu haben. Der Autor Hector Feliciano schrieb in seinem Buch über Raubkunst – die deutsche Übersetzung erschien 1998  –, dass Wildenstein nach seiner Flucht 1941 über seinen Mittelsmann Roger Dequoy mit Adolf Hitlers Kunsthändler Karl Haberstock Geschäfte gemacht habe. Ein von Daniel Wildenstein und Nachkommen 1999 angestrengter Prozess über umgerechnet 1,8 Millionen DM Schadenersatz ging zu Gunsten von Feliciano aus, da dessen Beweise durch offizielle Dokumente gestützt wurden.
Georges Wildensteins Name ist auch auf einer Liste des Jüdischen Weltkongresses vertreten, die Namen von zweitausend Personen enthält, die vermutlich am nationalsozialistischen Kunstraub beteiligt waren.

## Veröffentlichungen (Auswahl)
- Lancret. Biographie et catalogue critiques. Les Beaux-Arts, Paris 1924
- La peinture française au XVIIIe siècle. Braun et Cie, Paris 1937
- Homage to Paul Cézanne. Wildenstein & Co., Ltd., London 1939
- La peinture française au XVIIIe siècle. Braun et Cie, Paris 1953 (Neuauflage)
- Chardin. Manesse, Zürich, 1963
- Gauguin. I Catalogue. Editions Les Beaux Arts, Paris 1964.